# Valkyria Chronicles
Valkyria Chronicles (яп. 戦場のヴァルキュリア - Gallian Chronicles —  Сэндзё:но Варукюриа — Гариан Куроникурудзу, «Валькирия с поля боя: Галльские хроники») — тактическая ролевая игра, разработанная и выпущенная Sega для PlayStation 3 в 2008 году и переизданная для Windows в 2014 году. По мотивам игры в 2008—2009 годах выпускались манга и аниме «Хроники Валькирии».
Действие игры происходит в альтернативной Европе в 1935 году на фоне альтернативно-исторической версии Второй мировой войны. Небольшое государство Галлия благодаря своим сверхценным запасам полезных ископаемых оказывается на острие конфликта между двумя сверхдержавами — восточноевропейским Имперским Альянсом и западноевропейской Атлантической Федерацией. Герои игры — молодые бойцы ополчения вооружённых сил Галлии, пытающиеся отстоять независимость своей родины.
В игре используется собственный движок Sega — Sega CANVAS, имитирующий анимированные акварельные рисунки.

## Игровой процесс
Valkyria Chronicles представляет собой тактическую ролевую игру, в которой игрок управляет отрядом солдат, сражающимся на обширном поле боя с другим отрядом; в эти отряды с обеих стороны могут входить пехотинцы и бронетехника. В основе сражений лежит система под названием BLiTZ (Battle of Live Tactical Zones — «сражение с живыми тактическими зонами»), сочетающая элементы пошаговой игры и управление отдельными бойцами в реальном времени. Во время своего хода игрок может переключаться между командным режимом, в котором схематическая карта поля боя и расположение солдат на ней отображаются с видом сверху, и режимом действия, в котором игрок напрямую управляет одним из солдат с видом от третьего лица.
Движение и другие действия выполняются в реальном времени, расходуя очки действия (AP) со специальной шкалы — если она опустошена, выбранный солдат не может ни двигаться, ни сражаться. В режиме прицеливания игрок должен вручную навести прицел на цель, как в играх-шутерах — при этом игра приостанавливается. Чтобы взять под управление конкретного солдата, игрок должен потратить «командное очко» из ограниченного запаса — по своему выбору игрок может как поочерёдно ходить всеми солдатами в отряде, так несколько раз отдавать ход одному и тому же солдату; при этом запас очков действия для повторно выбираемого солдата будет с каждым разом всё меньше. Когда командные очки исчерпаны, ход передаётся противнику. Чтобы добиться победы, игрок должен выполнить те или иные условия, зависящие от миссии — чаще всего захват главного лагеря противника. Сражение может закончиться и поражением, если все солдаты в отряде игрока выведены из строя или убиты, основной боевой танк отряда уничтожен или главный лагерь игрока захвачен противником. После завершения сражения игрок получает деньги и опыт, с помощью которых он может улучшать свои классы снаряжения и персонажей, соответственно; в промежутках между сражениями разворачивается сюжет — сценки и ролики показывают, как разворачивается война и отношения между персонажами.
Различные персонажи в игре принадлежат к разным классам и выполняют различные функции на поле боя. Так, Алисия — разведчик, способная преодолевать значительные расстояния на поле боя; командир отряда Велкин участвует в сражениях в танке «Эдельвейс». Другие классы включают в себя штурмовиков, вооружённых ручными противотанковыми гранатомётами «уланов», снайперов и сапёров — последние занимаются обезвреживанием мин, ремонтом техники и оказывают помощь раненым. Как и в играх наподобие Fire Emblem, одни классы успешно противостоят другим, но слабы против третьих, наподобие игры камень, ножницы, бумага: штурмовики могут легко разобраться с медлительными уланами, но мало что могут противопоставить наступающим танкам, тогда как уланы способны уничтожать танки метким выстрелом. Хотя все персонажи одного и того же класса вооружены одинаковым оружием и имеют схожие характеристики, у них могут быть специальные способности или модификаторы характеристик — «потенциалы»; формируя отряд и используя солдат в бою, игрок должен принимать во внимание психологические факторы и особенности поля боя.
Поле боя является трёхмерным — в городских сражениях игрок может послать снайперов на крыши, чтобы уничтожать ничего не подозревающих врагов внизу. Танки могут разрушать стены и другие препятствия, открывая новые пути для пехоты; заросли растений позволяют передвигаться незамеченным для противника и снижают меткость вражеских выстрелов по солдату, если он всё-таки обнаружен. На поле боя может быть одна или несколько «контрольных точек» — их захват даёт игроку тактическое преимущество, позволяя вызвать на поле боя подкрепления. «Приказы» представляют собой особые действия, которые можно применить лишь несколько раз за бой — например, запросить артиллерийский удар по вражеским позициям, полностью восстановить здоровье раненному бойцу или увеличить наступательные или оборонительные способности персонажей.

## Сюжет
Действие игры разворачивается в альтернативно-исторической Европе в 1935 году. На континенте господствуют две силы: Восточноевропейский Имперский Альянс, или просто Империя, на востоке, и содружество демократических держав — Атлантическая Федерация, или просто Федерация — на западе. Они ведут борьбу за запасы «рагнита» — ценного минерала со множеством применений, от медицины до топлива для танков; в прошлом Империя и Федерация уже сражались друг с другом в Первой Европейской войне, и вот-вот может вспыхнуть вторая. Лежащее между ними нейтральное княжество Галлия обладает большими запасами рагнита, и в ходе игры армия Империи начинает вторжение в Галлию, чтобы завладеть этим ресурсом. Среди титульных наций живут и дарксены — рассеянный народ со своей культурой, к которому европейцы относятся с враждебностью и презрением, обвиняя в произошедшей много веков назад «Дарксенской катастрофе»; правители Галлии возводят свой род к другому, ныне исчезнувшему народу — валькирийцам, которые когда-то переселились в Европу из-за моря и установили в ней мир.
Игра начинается с атаки имперцев на галльский пограничный город Брюль. Молодые герои — Велкин Гюнтер, сын генерала и героя Первой Европейской войны, старшина городского дозора Алисия Мельхиотт и приемная сестра Велкина, дарксенка Исара — используют новейший танк «Эдельвейс», чтобы нанести тяжёлый урон передовому отряду имперцев. Они отступают в столицу страны и город Рандгриз, где собирается галльское ополчение; Велкин получает звание лейтенанта и принимает командование вновь сформированным Седьмым отрядом ополчения. Помимо Алисии и Исары, под его началом оказывается множество солдат — они поначалу скептически относятся к молодому командиру, но Велкин быстро завоёвывает их доверие и верность, одерживая победы в разных местах фронта. В Бариусской пустыне — месте, где когда-то и состоялась «Дарксенская катастрофа» — Седьмой отряд сталкивается с наследником престола Империи принцем Максимилианом и его помощницей Сельварией Блес. Максимилиан завладевает древним оружием валькирийцев — копьём и щитом, работающими на рагните и обладающими огромной разрушительной силой; в действительности это валькирийцы, а не дарксены, были виновниками гибели множества людей в войнах древности. Вооружённая этими артефактами «валькирия» Сельвария в состоянии в одиночку уничтожать целые армии.
Хотя Седьмой отряд одерживает новые победы, героям приходится иметь и с новыми проблемами — Атлантическая Федерация пытается похитить правительницу Галлии княгиню Корделию ги Рангриз; имперцы захватывают важный горнодобывающий город Фаузен, сгоняя дарксенов в трудовые лагеря, и ополченцев посылают в самоубийственную миссию по освобождению этого стратегически важного объекта. От пули снайпера погибает Исара; ее в качестве водителя-механика «Эдельвейса» заменяет Зак — спасенный из Фаузена боец сопротивления. Галлия переходит от обороны к наступлению, но не может ничего противопоставить Сельварии — её оружие наносит галльской армии тяжелые потери. Второй лейтенант Фальдио стреляет в Алисию — умышленно: Алисия, как и Сельвария — потомок валькирийцев, перенесенная травма пробуждает её скрытые силы, и она тоже становится «валькирией», уже с галльской стороны. Со своими собственными копьем и щитом — реликвиями династии Рангриз — Алисия побеждает Сельварию. У крепости Гирландайо Сельвария использует «последний огонь» — взрыв, подобный ядерному, уносит и её собственную жизнь, но убивает и тысячи галльских кадровых военных: теперь Рангриз защищает только ополчение.
Принц Максимилиан использует огромный «сухопутный дредноут» «Мармота», чтобы ворваться в столицу Галлии: он желает завладеть гигантским валькирийским копьем под названием Валькоф. Он желает взять в жены княгиню Корделию ги Рангриз, чтобы в жилах его детей текла кровь валькирийцев, но та раскрывает свой секрет: сама Корделия, как и её предки Рангриз — не валькирийцы, а дарксены, которые когда-то стали союзниками валькирийцев и за это получили власть над Галлией. С помощью Алисии Седьмому отряду удается проникнуть на борт «Мармоты», одолеть Максимилиана и уничтожить дредноут. Имперская армия отступает из отстоявшей свою независимость Галлии, и между народами устанавливается мир; Корделия раскрывает народу правду об истории Европы и её собственного дома, Велкин и Алисия возвращаются в родной Брюль, где вступают в брак и вместе воспитывают дочь по имени Исара.

## Разработка
Команда разработчиков игры состояла в основном из сотрудников, участвовавших в сериале Sakura Wars, во главе с продюсером Рютаро Нонака и режиссером Шунтаро Танака.  Вместе они хотели создать игру, сочетающую в себе аспекты своих предыдущих работ: элементы стратегии из серии «Sakura Wars», элементы действий от третьего лица из «Nightshade» и ролевое влияние из «Skies of Arcadia» Танаки.  Первоначально под рабочим названием Gallian Panzers, команда сконцентрировалась на том, чтобы сделать стратегические и боевые части игры одинаково важными. Аспекты планирования игрового процесса были подчеркнуты с помощью системы навыков Потенциал, которая различает людей под командованием игрока, давая им сходство с определенными средами, условиями и друг с другом.  В отличие от устойчивых шагов других пошаговых стратегий, часть системы BLiTZ от третьего лица должна была создать атмосферу непосредственности и напряженности, частично благодаря тому, что вражеские солдаты могли активно защищаться во время хода игрока и наоборот.  ,  Также важным было включение сценариев сражений и дизайнов карт, которые имитируют ситуации из боев эпохи Второй мировой войны, такие как штурмовые плацдармы, прогулки по лесам или прорыв через баррикады на улицах оккупированного врагами города.  Они также смотрели различные военные фильмы и сериалы, такие как Братья по оружию, Спасти рядового Райана и Combat!.
Чтобы дополнить игровой процесс, были разработаны отличительные стилистические визуальные эффекты, которые были выполнены с помощью графического движка CANVAS.  Добавив немного фэнтези к миксу, команда разработчиков надеялась привлечь внимание геймеров, которые не играли в игры с похожими настройками, но более реалистично сражались.  Использование тёплой цветовой палитры отвлекало внимание от «гротескного, реалистического характера самой войны», как заявил Нонака, и сосредоточилось вместо этого на персонажах и истории. Танака добавил, что «мы хотели показать, что реалистичность - это не единственное, что вы можете сделать с 3D-графикой». Дизайн персонажей для игры был создан Раитой Хонджу, которая вместе с остальными разработчиками  нацеленный на взгляд, который был описан Джереми Пэришем 1UP.com как "простоватый".  На ранних этапах разработки более непосредственно опирались на примеры из Второй мировой войны, но они оказались слишком современными для того, чего команда хотела достичь.  Таким образом, Раита стремился к мотиву, более близкому к тому, который был найден в Первой мировой войне, сначала создав концептуальные иллюстрации Алисии и Велкина и используя их в качестве основы для остальной части галльского броска. Влияние Второй мировой войны все ещё можно увидеть в проектах имперских персонажей, таких как Грегор, чья униформа в значительной степени основана на униформе немецких офицеров того периода. Конечный результат этих усилий был описан японским режиссёром Мамору Осии как «создающий у него впечатление, похожее на… мангу Навсикая из Долины ветров», и Нонака признает, что стремится к стилю, найденному в World Masterpiece Theater.
Музыка Valkyria Chronicles была написана Хитоси Сакамото, который объяснил, что весь процесс написания, записи и редактирования треков игры занял в общей сложности восемь месяцев. «Основная тема» игры изначально была составлена в виде различных аранжировок Сакимото, который затем включил эти аранжировки в другие пьесы с контрастными тонами. Как и те, кто отвечает за визуальные эффекты игры, Сакимото сослался на историю игры как на её центр и самое большое вдохновение для него, добавив «военный цвет» к партитуре после этого рассмотрения.  Другими важными темами, записанными в партитуре, являются контраст между двумя наиболее выдающимися персонажами женского пола, Алисией и Сельварией, и отношения между Алисией и Велкином.

## Отзывы
| Сводный рейтинг       | Сводный рейтинг                       |
| Агрегатор             | Оценка                                |
| --------------------- | ------------------------------------- |
| GameRankings          | PS3: 87,22 % PC: 84,09 % PS4: 86,61 % |
| Metacritic            | 86/100                                |
| Иноязычные издания    |                                       |
| Издание               | Оценка                                |
| 1UP.com               | A-                                    |
| Edge                  | 7/10                                  |
| Eurogamer             | 8/10                                  |
| Famitsu               | 34/40                                 |
| Game Informer         | 8,5/10                                |
| GameSpot              | 8,5/10                                |
| GameTrailers          | 9,1/10                                |
| IGN                   | 9,0/10                                |
| Русскоязычные издания |                                       |
| Издание               | Оценка                                |
| Absolute Games        | 95 %                                  |
| PlayGround.ru         | 9,5/10                                |
| «Страна игр»          | 9,0/10                                |

Игра получила высокие оценки критики и ряд наград от различных игровых журналов, включая авторов для IGN, RPGFan, X-Play G4TV и GameTrailers. Кевин ВанОрд из GameSpot был впечатлён игровым дизайном игры, отметив, что он дал игрокам новое чувство тактической свободы, отсутствующее в других играх того же жанра, благодаря удалению некоторых основных элементов, таких как карта на основе сетки. Некоторые рецензенты наслаждались активным и стратегическим характером боя.  Согласно Крису Худаку из Game Revolution, «напряженные до крайности» ситуации удерживали игрока на эмоциональном уровне .  И история игры, и способ её представления были названы сильными сторонами.  Долговечность была также приписана игре, поскольку Джеймс Квентин Кларк из RPGFan отметил, что «чем лучше вы играете, тем лучше игра». В целом, многие рецензенты критиковали искусственный интеллект вражеских сил.  Другие утверждали, что камера от третьего лица мешала эффективно снимать в определённых ситуациях.

### Награды и номинации
Valkyria Chronicles выиграли «Best Artistic Graphics» от GameSpot. Саундтрек к игре был удостоен звания «Best Original Soundtrack» от GameSpy, и Стратегии игры 2008 года. GameTrailers номинировали его в категории «Best Role-Playing Game».  Компания Gaming Target признала игру в категории «40 Games We’ll Still Be Playing From 2008». IGN признал игру «PlayStation 3 Strategy Game of 2008». RPGFan наградил игру наградами «PlayStation 3 RPG of the Year» и «Best Strategy RPG on a Console Game of 2008», и несколько наград RPGamer, включая  Категории «RPG of the Year», «Best Graphics» и «PlayStation 3 RPG of the Year». 17 июня 2010 года Valkyria Chronicles была признана мировыми рекордами Гиннеса лучшей RPG стратегии на PlayStation 3.
Летом 2018 года, благодаря уязвимости в защите Steam Web API, стало известно, что точное количество пользователей сервиса Steam, которые играли в игру хотя бы один раз, составляет 767 675 человек.

## Продолжение
В 2010 году для PlayStation Portable вышла игра Valkyria Chronicles II. Действие игры происходит спустя два года после войны, в которой игрок управляет классом учащихся в военной академии. В обязанности Lanseal Royal Military Academy входит подавление восстания, связанное с раскрытием императрицей Галлии своего даркийского происхождения.
В 2011 году в Японии для PSP вышла третья игра Valkyria Chronicles III. События игры происходят параллельно с событиями первой части, но героями игры являются солдаты штрафного подразделения Nameless. 13 апреля и 29 июня 2011 года вышли два эпизода OVA Senjou no Valkyria 3: Tagatame no Juusou.
В 2018 году вышла Valkyria Chronicles 4.